# Kryptonit
Kryptonit (engl. Kryptonite) ist ein fiktives Mineral aus dem DC-Universum. Es ist die bekannteste Schwachstelle von Superman und anderen Kryptoniern (vor allem auch Supergirl und Superboy) und spielt in deren Geschichten eine wichtige Rolle. Kryptonit und Magie sind in Superman-Geschichten wesentliche Schwachstellen der Superhelden.

## Geschichte
Der Name ist abgeleitet von dem Wort Krypton, dem Namen von Supermans zerstörtem Heimatplaneten, auf dem das Kryptonit seinen natürlichen Ursprung hat. Erstmals tauchte Kryptonit 1945 in der Superman-Radio-Show auf. Man hatte es ursprünglich erfunden, um den kurzzeitigen Stimmenwechsel der Hauptperson zu erklären, da der ursprüngliche Sprecher krankheitsbedingt ausgefallen war. Den ersten Comicauftritt hatte Kryptonit im Dezember 1949 in US-Superman #61. Damals war es rot, hatte allerdings die gleiche Wirkung wie das grüne Kryptonit, welches die häufigste und neben dem schwarzen die einzige Nach-Krisen-Variante ist.
In die Schlagzeilen kam das Kryptonit im April 2007, nachdem im Jahr zuvor ein neues Mineral gefunden wurde, das bis auf das fehlende Fluor ganz der chemischen Zusammensetzung des Meteorits – „Natrium-Lithium-Bor-Silikat-Hydroxid“ – entsprach, wie es im Film Superman Returns auf der Glasvitrine stand, in der das Kryptonit eingeschlossen war. Im Gegensatz zu diesem ist das neu entdeckte Mineral, das vom Forscherteam den Namen Jadarit erhielt, allerdings weiß und harmlos.

## Beschreibung
Kryptonit ist eine Verbindung des ebenfalls fiktiven Elements Kryptonium, das die Ordnungszahl 126 besitzen soll. Es gibt eine Strahlung ab, die für Menschen selbst in höherer Konzentration unbedenklich, für Kryptonier jedoch verheerend ist. Intensiver Kontakt mit Kryptonit kann allerdings auch für einen Menschen schädlich sein. So verlor Lex Luthor (in einer früheren Inkarnation) beispielsweise eine Hand durch kryptonitbedingten Krebs. Ein anderes Beispiel ist ein gewaltiger Kryptonitbrocken, dessen hohe Strahlung die gesamte Erdbevölkerung hätte auslöschen können, also auch für nicht-kryptonische Lebewesen gefährlich war (US-Superman #1–3). Das meiste Kryptonit fand seinen Weg auf die Erde mit dem Meteoritenschwarm, der auch Superman auf die Erde brachte.

## Verschiedene Typen
Kryptonit tritt in verschiedenen Formen und Farben auf. Diese Kryptonittypen haben unterschiedliche Auswirkungen auf Superman und alle anderen Kryptonier.

### Grünes Kryptonit
„Grünes Kryptonit. Tödlich für Kryptonier. Der Alien ist anfällig für eine synthetische Variante, die ich entwickelt habe. Aber echtes ist besser.“

Grünes Kryptonit wirkt wie ein radioaktives Gift. Es schwächt Superman und seine Körperaura und kann ihn schlussendlich töten, wenn er ihm über einen längeren Zeitraum ausgesetzt ist, insbesondere, wenn es längere Zeit in seinen Körper eingedrungen ist. Es ist die einzige klassische Form von Kryptonit (neben dem neu erfundenen schwarzen Kryptonit), die auch in den modernen Nach-Krisen-Comics existiert, sowie die häufigste Variante des Kryptonits.
In der Fernsehserie Smallville ist das grüne Kryptonit verantwortlich für die Entstehung der sog. „Meteoritenfreaks“. In Batman v Superman: Dawn of Justice entwendet Batman aus Lex Luthors Labor grünes Kryptonit, um daraus einen Speer mit einer Spitze aus Kryptonit zu bauen, die er im Kampf gegen Superman einsetzt.
Der Schmelzpunkt von Grünem Kryptonit soll bei 850 Grad Celsius liegen. Darüber hinaus ist es wie ein Metall mit einer Zugfestigkeit (Reißdehnung) von 650 bis 1100 MPa. Über die insgesamt vorhandene Menge an Kryptonit auf der Erde ist nichts bekannt bzw. lassen sich keine realistischen Schätzungen unter Beachtung der in den Serien/Filmen/etc. gezeigten Mengen abgeben.

### Schwarzes Kryptonit
Schwarzes Kryptonit hat die Fähigkeit, die Persönlichkeit eines Menschen in zwei Teile, einen Guten und einen Bösen, zu spalten.
- Zum ersten Mal tauchte es in der Fernsehserie Smallville auf.
- In der Supergirl-Comicserie (2005–2011), die von Jeph Loeb geschrieben und Ian Churchill gezeichnet wurde, wurde es in das offizielle DC-Universum integriert. Hier benutzte es Lex Luthor gegen das neue kryptonische Supergirl.

### Weißes Kryptonit
Weißes Kryptonit kann pflanzliches Leben töten, kryptonisches wie nicht-kryptonisches.

### Blaues Kryptonit
Blaues Kryptonit entstand, als Professor Potters Vervielfältigungsstrahl auf grünes Kryptonit angewendet wurde.
- Die Prä-Krisen-Version war daher von der Wirkung her ähnlich wie sein grünes Pendant, allerdings nur gegen Wesen aus der „Bizarro-Welt“
- Die Nach-Krisen-Version wirkt ebenfalls nur auf Bizarro-Wesen, macht sie jedoch freundlich, gutherzig und etwas intelligenter, so beispielsweise geschehen in US-Superman/Batman #25
- In der Serie Smallville führt blaues Kryptonit für die Dauer des Kontakts zu Kryptoniern zum Verlust aller derer Superkräfte.

### Rotes Kryptonit
Rotes Kryptonit hat in den Comics sehr unterschiedliche Folgen. Spätestens seit der Episode „Das Rote Kryptonit“ der Fernsehserie Superman – Die Abenteuer von Lois & Clark (Folge 2.20) macht es ihn schrittweise (je nach Dauer der Aussetzung) böse und lässt ihn jede Hemmung verlieren. In der Serie Smallville hat es eine ähnliche Wirkung. Es ist gleichzusetzen mit dem künstlichen grünen Kryptonit aus dem Film Superman III – Der stählerne Blitz.
- In den Prä-Krisen-Comics führte rotes Kryptonit zu unvorhersehbaren körperlichen Veränderungen bei Kryptoniern. Diese Veränderungen sind temporär, und dieses Kryptonit verursacht nie zweimal dieselbe Veränderung. Zum Beispiel spaltete sich Superman durch rotes Kryptonit vorübergehend in Superman-Blau und Superman-Rot, und Supergirl wurde in eine erwachsene Frau verwandelt, was ihre Mitgliedschaft in der Legion der Superhelden verhinderte; am nächsten Tag war sie allerdings wieder zurückverwandelt.
- In den Nach-Krisen-Comics führt es zu „unstetem und unvorhersehbarem Verhalten“.[5]

### Goldenes Kryptonit
Goldenes Kryptonit hat die Eigenschaft, alle Kryptonier dauerhaft ihrer Superkräfte zu berauben (siehe den Comic „Whatever happened to the Man of Tomorrow“; auf Deutsch in Klassiker der Comic-Literatur #1). Die gleiche Wirkung hat es auch in der Serie Smallville. Es tauchte ebenso in dem Film Superman II – Allein gegen alle auf, jedoch konnte es da Supermans Kräfte auch zurückgeben.

### Rosa Kryptonit
Rosa Kryptonit ruft zeitweilig homosexuelle Neigungen hervor. Es fand bisher nur in der Saga „Supergirl: Das Ende“ als Gag am Rande Erwähnung. Die Szene spielt in einer Hyperzeit, die dem DC-Universum vor der Krise der Parallelerden weitgehend glich. Diese rosa Variante des Kryptonits ist im regulären DC-Universum bislang nicht erschienen.

### Silbernes Kryptonit
Die Zusammensetzung und der Ursprung von silbernem Kryptonit ist nicht bekannt. Es scheint davon zwei Varianten zu geben: Die erste Variante taucht in der Fernsehserie Smallville im Verlauf der fünften Staffel und in der Fernsehserie Supergirl am Ende der zweiten Staffel auf, macht Clark paranoid und sorgt für Halluzinationen.
Vermutungen gehen davon aus, dass die zweite Variante die ursprüngliche Substanz darstellt, die nicht durch die Explosion Kryptons beeinflusst wurde, und in hochkomplexen Maschinen und Computerchips verarbeitet wurde. Ebenso wie die schwarze Variante tauchte es zuerst in der Fernsehserie Smallville in Form eines Schlüssels auf, welcher das UFO öffnet, mit dem Clark zur Erde gelangte. Der Schlüssel wurde nach dem Fund zuerst als Legierung bezeichnet, allerdings stellen Wissenschaftler später fest, dass es „bis auf winzige Abweichungen“ der grünen Variante entspricht. In den US-Comics tauchte es erstmals – als Scherz Jimmy Olsens – in einer Geschichte zum 25. Jubiläum von Superman auf.

### Farbloses Kryptonit
Diese Variante, farbloses Kryptonit, taucht zum ersten Mal in der Fernsehserie Smallville auf. Sie entsteht dadurch, dass die Radioaktivität des grünen Kryptonits neutralisiert wird. Das geschieht im Laufe der Serie viermal – zuerst, als sich das Raumschiff, das Clark zur Erde gebracht hat, gegen das Kryptonit in Lanas Halskette wehrt, gegen das es offenbar genau so anfällig ist wie Clark selbst. Ein anderes Mal entsteht diese Variante, als ein „Phantom“ (Bizarro), das Clark bei seiner Flucht aus der Phantomzone befreit, Energie aus grünem Kryptonit bezieht, und ein drittes, als Lana durch einen Stromschlag Clarks Kräfte teilt, sowie ein viertes Mal bei der Rückgabe.

## In der realen Welt
Der Begriff Kryptonit wird mehrfach in der Popkultur verwendet. Er wird insbesondere in US-amerikanischen Fernsehserien als Metapher synonym zu Achillesferse verwendet. Daneben wurde Kryptonit als Name und Synonym für Sicherheit benutzt. Dazu gehört der Markenname Kryptonite für die Fahrradschlösser des US-amerikanischen Herstellers Ingersoll Rand, der von sich behauptet, die sichersten Bügelschlösser der Welt zu bauen.
Als Kryptonit wird ein Online-Held bezeichnet, der in der realen Welt selber eher einem Versager gleicht.
Außerdem wurden mehrere Lieder und Musikalben ganz oder teilweise nach Kryptonit (oder Kryptonite) benannt, oder es ist darin nur erwähnt (sortiert nach Künstlernamen):
Alben:
- ein Album von DJ Fresh heißt Kryptonite (2010); es enthält ein gleichnamiges Lied (siehe unten)
- ein Album von Manillio heißt Kryptonit (2016); es enthält ein gleichnamiges Lied (siehe unten)
- ein Album der Spin Doctors heißt Pocket Full of Kryptonite (1991)

Lieder (Songtitel):
- ein Lied von 3 Doors Down (Album: The Better Life) heißt Kryptonite (2000)
- ein Lied von Bella Thorne und Zendaya Coleman heißt Fashion is my Kryptonite (2012)
- ein Lied von Betamusic heißt Kryptonite
- ein Lied von Burhan G heißt Kryptonite (2010)
- ein Lied von DJ Fresh (Album: Kryptonite; siehe oben) heißt Kryptonite (2010)
- ein Lied von eou (Album: Kid Life Crisis) heißt Kryptonit (2012)
- ein Lied von Faithless (Album: To All New Arrivals) heißt Spiders, Crocodiles & Kryptonite (2006)
- ein Lied von Five Iron Frenzy (Album: The End Is Near) heißt American Kryptonite (2003)
- ein Lied von KLOUD heißt Kryptonite (2018)
- ein Lied von Lary heißt Kryptonit (2014)
- ein Lied von Magne Furuholmen (Album: Past Perfect Future Tense, 2004) heißt Kryptonite
- ein Lied von Manillio (Album: Kryptonit; siehe oben) heißt Kryptonit (2016)
- ein Lied von Mario featuring Rich Boy (Album: Go!) heißt Kryptonite (2007)
- ein Lied von MC Basstard (Album: Zwiespalt (Schwarz)) heißt Kryptonit (2009)
- ein Lied von Nino de Angelo (Album: Von Ewigkeit zu Ewigkeit) heißt Mein Kryptonit (2023)
- ein Lied der Purple Ribbon All-Stars (Album: Got Purp? Vol. 2) heißt Kryptonite (I’m on It) (2005)
- ein Lied von Remy Ma heißt Kryptonite Freestyle (2005)
- ein Lied von Trouble over Tokyo (Album: The Hurricane) heißt Kryptonite (2010)
- ein Lied von Yo Majesty heißt Kryptonite Pussy (2008)
- ein Lied von Anson Seabra heißt Kryptonite (2023)
- ein Lied von Zynic heißt My personal Kryptonite[9]

Erwähnung in Liedern – sofern nicht im vorherigen Abschnitt Lieder (Songtitel) gelistet:
- im Lied Spinat von 257ers wird – in der Hook – Kryptonit erwähnt (2012), ebenso in dem Song Zuhause dieser Band (2020)
- im Lied Nerds von der Band Blumentopf wird Kryptonit erwähnt (2010)
- im Lied It’s not easy to be me von David Gray wird Kryptonite erwähnt: Digging for Kryptonite on this one way street
- ein Lied von Genesis – The Carpet Crawlers – enthält: Mild mannered supermen are held in Kryptonite… (1974)
- im Lied Elektrotitte von Gronkh und Sarazar wird Kryptonit erwähnt: Du glaubst du wärst ihr Supermann, doch sie ist Kryptonit (2013)
- im Lied One Thing von One Direction (Album: Up All Night) wird Kryptonite erwähnt: You’re my Kryptonite (2011)
- in mehreren Liedern von Prinz Pi wird Kryptonit erwähnt; z. B. in Du bist (2011)
- im Lied Shut up and Dance von Walk the Moon wird Kryptonite erwähnt: The chemical, physical, Kryptonite (2014)

Erwähnung in einem Musical:
- in Dear Evan Hansen (1. Auflage) wird Kryptonit erwähnt: Druck sei Evans Kryptonit (auf S. 119)